# Egbert Adriaan Kreiken
Egbert Adriaan Kreiken (Barneveld, Güeldres, 1 de noviembre de 1896  – 16 de agosto de 1964) fue un profesor y astrónomo holandés.

## Semblanza
Kreiken nació en Barneveld (Países Bajos), en una familia de profesores. Después de ser obtener su doctorado en 1923, se convirtió en profesor de astronomía en Ámsterdam.
Durante la mayor parte de su carrera se dedicó a la educación, trabajando en países en desarrollo como Indonesia, Liberia, y Turquía. Mientras estuvo en Indonesia,  ejerció de ministro de Educación de aquella nación. En 1954 se trasladó a Turquía, donde fue nombrado Director del Instituto de Astronomía, contribuyendo a la fundación del Observatorio Universitario de Ankara.
A lo largo de sus cuarenta años de carrera publicó numerosos artículos sobre astronomía, incluyendo estudios de estrellas y de sistemas estelares. Murió en 1964 tras padecer una dolorosa enfermedad.

## Eponimia
- El telescopio Kreiken, propiedad del Observatorio de la Universidad de Ankara.
- El cráter lunar Kreiken lleva este nombre en su memoria.[3]